# Чинекьойски надпис
Чинекьойският надпис е двуезичен лувийско-финикийски надпис, открит в село Чинекьой, вилает Адана в Турция - историческа Киликия. От една страна надписът е с финикийска писменост, а от друга с лувийски йероглифи. Датиран е от 8 век пр.н.е. и е публикуван в 2000 г. Надписът е сочен като свидетелство за произхода на името „Сирия“ от наименованието „Асирия“.